# 阿部陽子
阿部 陽子（あべ ようこ、1965年12月9日 - ）は、NHKの元アナウンサー。NHKラジオセンターチーフプロデューサー、NHK奈良放送局副局長、NHK大阪放送局アナウンス専任部長、NHK函館放送局局長等を歴任。

## 人物
- 群馬県立桐生女子高等学校を経て筑波大学卒業後、1988年入局。
- 趣味は茶道と読書。
- 2013年にNHKラジオセンターのチーフプロデューサーに異動[3]した後、奈良放送局副局長を経て[6]、2017年にNHK大阪放送局でアナウンサーに復帰[5]。
- 2019年、アナウンサーを離れて、北海道の函館放送局長。
- 2021年7月、東京アナウンス室のアナウンス副部長としてアナウンサーに再復帰。
- 2022年7月、アナウンサーを再度離れてラジオセンターのチーフプロデューサーに異動。

16回目の異動はNHKアナウンサーでも森下和哉と並んで歴代最多である。

## 過去の出演番組・活動
- ウイークエンド中部（1998年4月 - 7月、異動により短期で降板）
- 首都圏ネットワーク（キャスター 1998年8月10日 - 21日）桜井洋子の代理キャスター
- 未来派宣言（ナレーション 1996年度）
- オトナの試験（ナレーション 1998年）
- イブニング信州 （18時台キャスター 2003・2004年度）
- 長野発ラジオ深夜便 （アンカー 2004年9月）
- こんにちはいっと6けん（2007年度）
- COOL JAPAN〜発掘!かっこいいニッポン〜 （ナレーション）
- NHKニュースおはよう日本・おはよう関西 （奈良・京都桜中継 2008年4月）
- ゆうどきネットワーク「ニャンカメが行く!」（リポーター 2008年6月）
- 甲府放送局アナウンス統括
- 甲府放送局制作番組の編集責任者
- Newsまるごと山梨（編集責任者）
- ニュース山梨845（不定期）
- NHKニュースおはよう日本（2011年度リポーター）
- 仕事学のすすめ（語り 2012年12月）
- 首都圏ネットワーク（リポーター 2012年度）
- 音の風景（ナレーション 2012年度）
- フクシマ 3年目の挑戦～農業の未来をかける夏～（制作・ナレーション 2013年9月16日）
- ラジオ文芸館（朗読）　アナウンサー離職後も2015年5月9日放送など数回出演
- 卓話講師　奈良大宮ロータリークラブ　演題「ことばっておもしろい」 （2016年4月度第1例会）[7]
- TVシンポジウム  いのちのマンダラに生かされる~今に息づく南方熊楠の思想~（ナレーション・2017年12月9日）
- 大阪放送局アナウンス専任部長
- アナウンス統括
- 関西のニュース（不定期）[8]
- 北海道函館市の「FMいるか」NHK函館放送局長 ゲスト出演（2019年9月）
- 生中継 闇と炎の秘儀 お水取り ～奈良・東大寺修二会～（2021年3月、函館放送局長であったが司会を務めた）